# Teddy, the Rough Rider
Teddy, the Rough Rider é um filme de drama em curta-metragem estadunidense de 1940 dirigido e escrito por Ray Enright e Charles L. Tedford.
Venceu o Oscar de melhor curta-metragem em live-action: 2 bobinas na edição de 1941.

## Elenco
- Sidney Blackmer - Theodore Roosevelt
- Pierre Watkin - Senador Platt
- Arthur Loft - Jim Rafferty
- Theodore von Eltz - William Loeb, Jr.
- Clay Clement - Avery D. Andrews
- Douglas Wood - William McKinley
- Robert Warwick - Leonard Woods
- Glenn Strange - Jim Rawlins
- Selmer Jackson - John W. Riggs
- Edward McWade - Russell Alger